# La morte di Joseph Bara
La morte di Joseph Bara (La Mort de Joseph Bara) è un dipinto realizzato dal pittore francese Charles Moreau-Vauthier nel 1880 e attualmente conservato al museo di Nérac.

## Storia
Nel 1880, quando Charles Moreau-Vauthier realizzò l'opera, la terza Repubblica francese, al fine di rafforzare il regime repubblicano, portò avanti un'opera di appropriazione simbolica della cultura legata alla rivoluzione. Riattivare la memoria di Bara faceva parte di questo programma. L'opera mostra un eroe della rivoluzione francese, il tamburino quattordicenne Joseph Bara, che venne ucciso dai Vandeani a Jallais, a nord di Cholet, il 7 dicembre 1793, dopo essersi rifiutato di gridare "Viva il re!". All'inizio degli anni Ottanta del XIX secolo vennero fatte varie tele rappresentanti Bara (o Barra): la mobilitazione di questi artisti avvenne essenzialmente attraverso l'impulso dell'allora sottosegretario di stato per le belle arti, Edmond Turquet.

## Descrizione
In questo dipinto, Moreau-Vauthier rappresentò Bara morto, steso al suolo, che riempie il quadro il cui sfondo sparisce nei toni cupi. Al contrario del dipinto imcompiuto di Jacques-Louis David sullo stesso tema, ogni ambiguità di carattere androgino scompare: il corpo dell'eroe è quello di un giovane ragazzo.
Qui, Barra non è nudo, come nel dipinto di David e quello dipinto pochi anni dopo da Jean-Jacques Henner, intitolato sobriamente Bara. Il Barra di Charles Moreau-Vauthier è tutti gli effetti un giovane tamburino scalzo che porta addosso un uniforme disparata e dei pantaloni bianchi a righe rosse. La mano destra si appoggia senza vita al suo tamburo, mentre l'altra regge un cappello con la coccarda tricolore.
La posizione del corpo di Bara, comunque, si avvicina a quella del dipinto di Henner: nei due casi, egli è sdraiato, disteso al suolo, con le braccia tese. Il quadro non rappresenta esattamente ciò che indica il suo titolo: non viene mostrato l'omicidio di Bara, bensì il suo cadavere. Qualche anno dopo, nel 1883, Jean-Joseph Weerts dipinse una Morte di Bara radicalmente diversa, che raffigura proprio il momento dell'uccisione del ragazzino.